# Schizura apicalis
Schizura apicalis är en fjärilsart som beskrevs av Augustus Radcliffe Grote och Robinson 1886. Schizura apicalis ingår i släktet Schizura och familjen tandspinnare. Inga underarter finns listade.